# (73250) 2002 JL42
(73250) 2002 JL42 – planetoida z pasa głównego asteroid okrążająca Słońce w ciągu 3,61 lat w średniej odległości 2,35 j.a. Odkryta 8 maja 2002 roku.